# Staphylinus dimidiaticornis
Staphylinus dimidiaticornis är en skalbaggsart som beskrevs av Max Gemminger 1851. Staphylinus dimidiaticornis ingår i släktet Staphylinus, och familjen kortvingar. Arten är reproducerande i Sverige.

## Bildgalleri

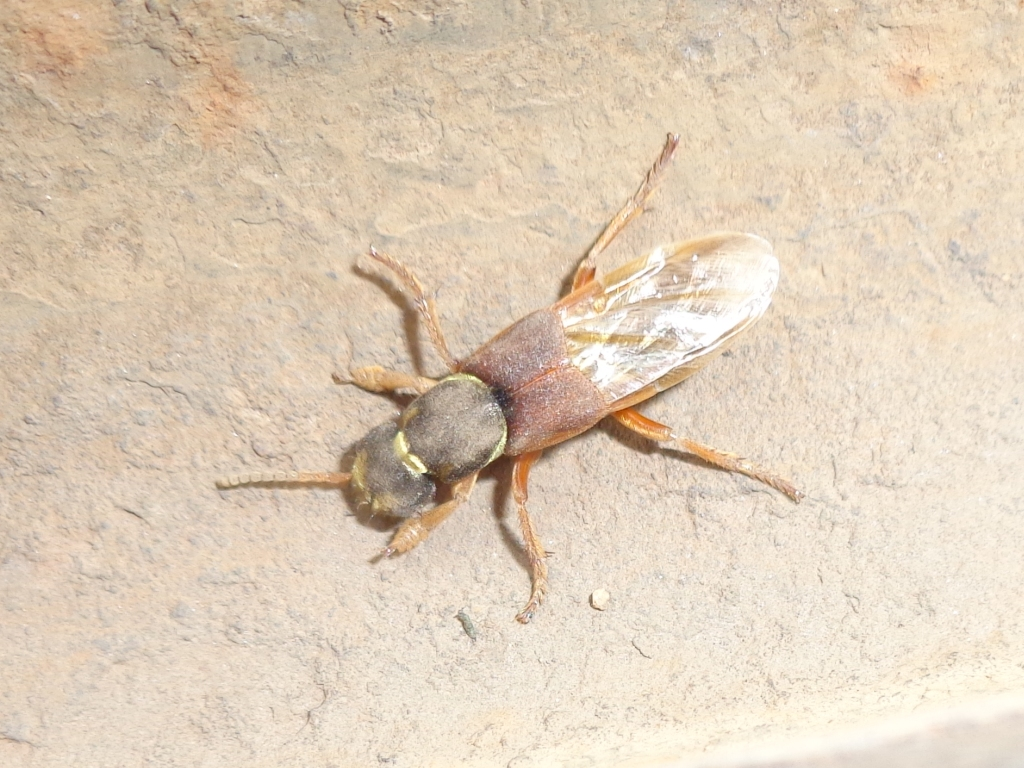
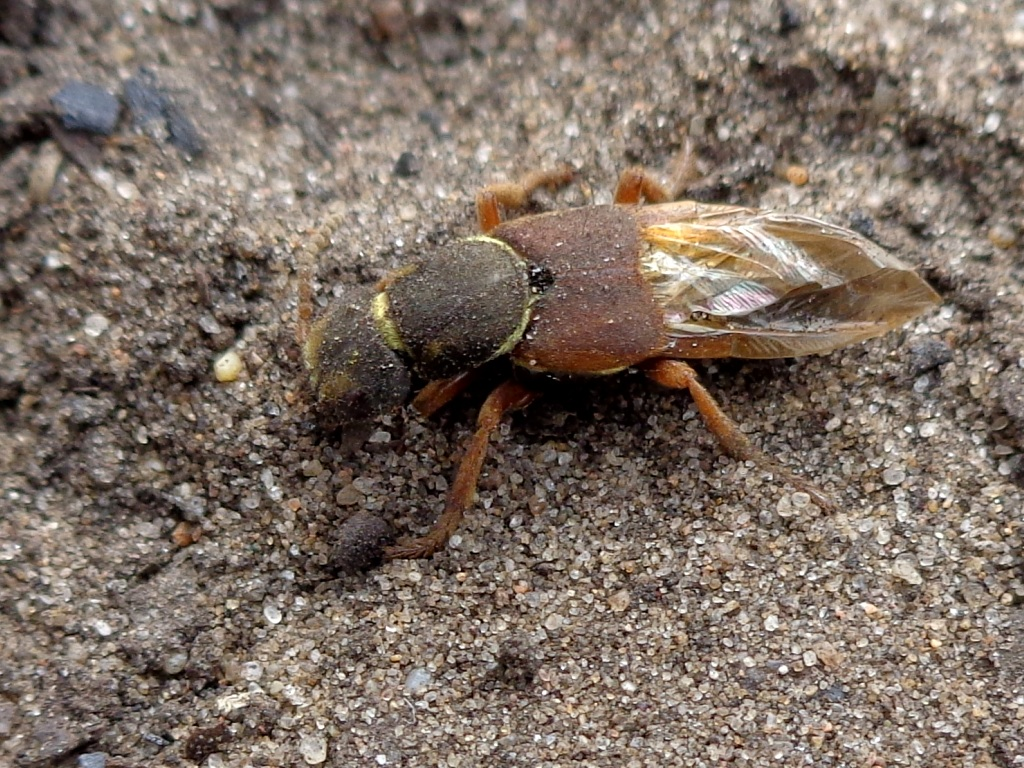
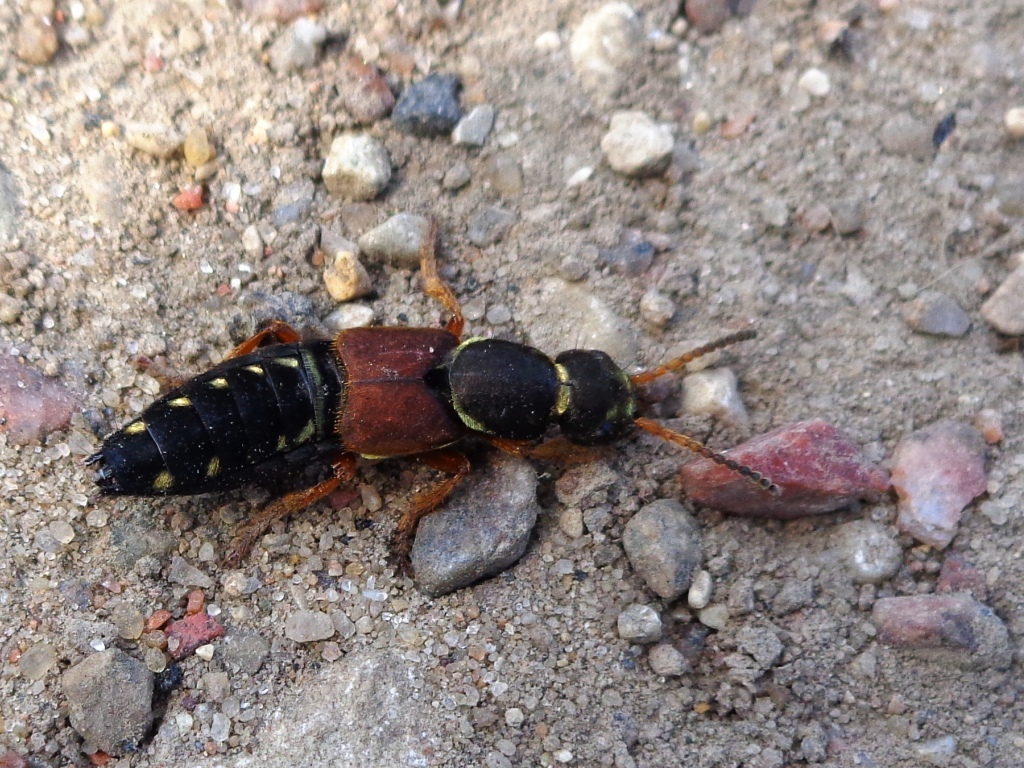